# Tipula spernax
Tipula spernax är en tvåvingeart som beskrevs av Osten Sacken 1877. Tipula spernax ingår i släktet Tipula och familjen storharkrankar. Inga underarter finns listade i Catalogue of Life.